# Geografija Severne Makedonije
Severna Makedonija je država v jugovzhodni Evropi z geografskimi koordinatami 41°50′N 22°00′E, ki meji na zvezno državo Kosovo in Republiko Srbijo na severu, Bolgarijo na vzhodu, Grčijo na jugu in Albanijo na zahodu. Država je del širše regije Makedonije in sestavlja večji del Vardarske Makedonije. Država je glavni prometni koridor iz zahodne in srednje Evrope do južne Evrope in Egejskega morja. Severna Makedonija je država brez dostopa do morja, vendar ima tri velika naravna jezera: Ohridsko, Prespansko in Dojransko jezero. Ima vodno površino 857 km2, medtem ko je njena površina 24.856 km2.          
Fitogeografsko Makedonija spada v Ilirsko provinco Circumborealne regije v okviru Borealnega kraljestva. V skladu z WWF in digitalnim zemljevidom evropskih ekoloških regij Evropske agencije za okolje je ozemlje Severne Makedonije mogoče razdeliti na štiri ekoregije: mešane gozdove Pindusa, mešane gozdove Balkana, mešane gozdove Rodopov ter egejske sklerofilne in druge mešane gozdove.